# Boana punctata
Boana punctata é uma espécie de anfíbio da família Hylidae, encontrada no Brasil, Argentina, Bolívia, Colômbia, Equador, Guiana, Guiana Francesa, Paraguai, Peru, Suriname, Trindade e Tobago e Venezuela. Está presente em diversos habitats, como florestas primárias e secundárias, áreas alagadas e urbanizadas, geralmente associada a plantas aquáticas.
Os machos medem geralmente cerca de 3,5 centímetros de comprimento, enquanto as fêmeas medem 3,7 centímetros. Seu dorso é verde e possui diversas manchas amarelas ou vermelhas distribuídas, além de uma amarela na lateral, e seu ventre possui uma coloração variando entre o branco e o verde-azulado. Durante a noite, a espécie muda sua coloração, com a parte superior ficando avermelhada e suas pintas amarelas, e o restante do corpo ficando verde-pálido. Os machos podem ser diferenciados das fêmeas pela presença de um prepollex, pequena protuberância na lateral dos polegares das patas dianteiras, que são mais desenvolvidos nestes.
Uma característica que a diferencia de quase todas as outras espécies de anfíbios é sua capacidade de apresentar biofluorescência, ao absorver radiação ultravioleta do tipo A e emitir uma radiação com comprimento de onda maior, na forma de luz azul e verde. Poucos tetrápodes apresentam esse fenômeno, sendo restrito apenas a tartarugas marinhas, papagaios e alguns anuros, entretanto suspeita-se que possam existir mais anuros com tal característica. A fluorescência é causada pela presença de três moléculas em seus tecidos: a Hyloin-L1, Hyloin-L2 e Hyloin-G1. Ainda não se sabe qual é sua serventia, porém supõe-se que ela sirva para auxiliar a visão no escuro, transformando uma radiação pouco visível pelo animal em uma que seja capaz de sensibilizar suas células oculares e cujo comprimento esteja dentro da faixa de sua visão escotópica.
Possui dieta generalista e oportunista, e modo de predação passivo, esperando uma presa se aproximar para depois capturá-la, sem fazer uma seleção prévia. Suas principais presas são os dípteros e os hemípteros, porém também pode se alimentar de homópteros, coleópteros e ligeídeos. Sua pele secreta peptídeos, tais como a fenilseptina, que fazem com que adquiram um gosto desagradável e amargo, o que afasta potenciais predadores, além de possuir caráter antimicrobiano. Reproduz-se entre janeiro e maio, com os machos começando a vocalizar após fortes chuvas com o objetivo de atrair as fêmeas. Durante esse período, pode acontecer de alguma fêmea aceitar seu coaxar ou pode haver brigas entre dois indivíduos pelo território. Caso ocorra a primeira opção, os dois realizam o amplexo, e, em seguida, a fêmea deposita entre 173 e 342 ovos, que, após um tempo, eclodem e nascem girinos de coloração escura.

## Taxonomia
A espécie foi descrita pela primeira vez pelo naturalista alemão Johann Gottlob Theaenus Schneider, no livro Historiae amphibiorum naturalis et literariae, onde foi chamada inicialmente de Calamita punctatus, tendo os indivíduos que foram base do estudo sido encontrados no Suriname. Três anos depois, o gênero Calamita foi renomeado para Hyla, pelo zoólogo francês François Marie Daudin, ao descobrir que se tratava de um sinônimo. Em 1824, o naturalista alemão Johann Baptist von Spix descreveu duas espécies no artigo Animalia nova sive species novae testudinum et ranarum, a Hyla papillaris e a Hyla variolosa, que foram encontradas em Tefé, no Amazonas, porém, mais tarde, descobriu-se que se tratavam de sinônimos. Além destas, diversas outras espécies foram descritas como novas, porém, a partir de um estudo posterior, foi atestado se tratavam da mesma espécie, só que em locais diferentes. São exemplos: a Hyla rhodoporus, descrita em 1869 pelo zoólogo britânico Albert Günther, encontrada na parte alta do Rio Amazonas; a Hylella pearsei, descrita em 1922 pelo herpetólogo americano Alexander Grant Ruthven, encontrada na Sierra Nevada de Santa Marta, na Colômbia; e a Hyla rubeola, descrita em 1970 pelos herpetólogos americanos Doris Mable Cochran e Coleman Goin, encontrada no departamento de Meta, na Colômbia.
No ano de 2005, foi feita uma revisão taxonômica na família Hylidae pelos pesquisadores Julián Faivovich, Célio Haddad, Darrel Frost, Jonathan Campbell, Paulo Anchietta Garcia e Ward Wheeler, em que se determinou que várias espécies pertencentes ao gênero Hyla deveriam estar em um gênero à parte, o Hypsiboas, devido ao número de transformações nas proteínas mitocondriais e do ARN ribossômico, que é trinta. Porém em 2017 o pesquisador Alain Dubois determinou que essa nomenclatura era incorreta, visto que já existia um gênero mais antigo com as mesmas características, o Boana, o que fez com que a espécie fosse renomeada para Boana punctata. Seu epíteto específico deriva da palavra latina puncta, que significa pontos, uma alusão ao fato de seu dorso possuir diversas manchas puntiformes espalhadas.
Existe a probabilidade de a subespécie B. p. rubrolineata ser, na verdade, uma espécie à parte, o que é sugerido em diversos artigos que tratam o tema, sob a justificativa de que sua vocalização é totalmente diferente da dos demais indivíduos da espécie, e por registros históricos, que detalham seu coaxar como semelhante à batida de uma barra em um copo de cristal e parecido com o da Aplastodiscus albofrenatus, que difere bastante do som emitido normalmente pela B. punctata. Porém, é preciso que sejam feitos estudos mais detalhados a respeito de sua vocalização e morfologia para poder atestar uma especiação.

## Distribuição e conservação
A espécie pode ser encontrada em diversos habitats, sendo os principais as florestas primárias e as secundárias, mas também pode ser localizada em gramíneas e arbustos em áreas alagadas, brejos sazonais, valas ou rios e em áreas abertas, como pastagens, estando geralmente associada a áreas onde há a ocorrência da planta Montrichardia arborescens. Também pode ser vista em áreas degradadas por ação humana, tais como áreas desmatadas e em cidades rurais ou urbanizadas. Na região de Iquitos, no Peru, os indivíduos se localizam geralmente em grandes lagoas temporárias ou permanentes, com os machos vocalizando nas regiões gramadas de entorno. No Amazonas, no Brasil, costuma ser abundante em meio a plantas aquáticas, tais como a alface-d'água (Pistia sp.), o aguapé (Eichhornia crassipes) e a Ludwigia peploides.
Está presente em doze países, sendo onze da América do Sul e um da América Central: Brasil, Argentina, Bolívia, Colômbia, Equador, Guiana, Guiana Francesa (departamento pertencente a França), Paraguai, Peru, Suriname, Trindade e Tobago e Venezuela. No Brasil pode ser encontrada na Região Amazônica, no Sudeste e no Centro-Oeste. Nos demais países pode ser encontrado nas áreas florestais, na bacia hidrográfica de grandes rios, como o Orinoco e Amazonas, e regiões de Chaco no Paraguai e na Argentina. Ocorre em altitudes entre o nível do mar e os 1 400 metros.
A União Internacional para a Conservação da Natureza (IUCN) a categoriza como pouco preocupante (LC) por ser uma espécie relativamente comum, possuir uma ampla distribuição, uma população numerosa e estável e não possuir populações fragmentadas. As maiores ameaças a sua conservação são a perda de habitat para o desmatamento e a agricultura e sua comercialização internacional como animal de estimação. Porém, tais ações são locais e restritas, não causando danos significantes a sua população como um todo.

## Descrição

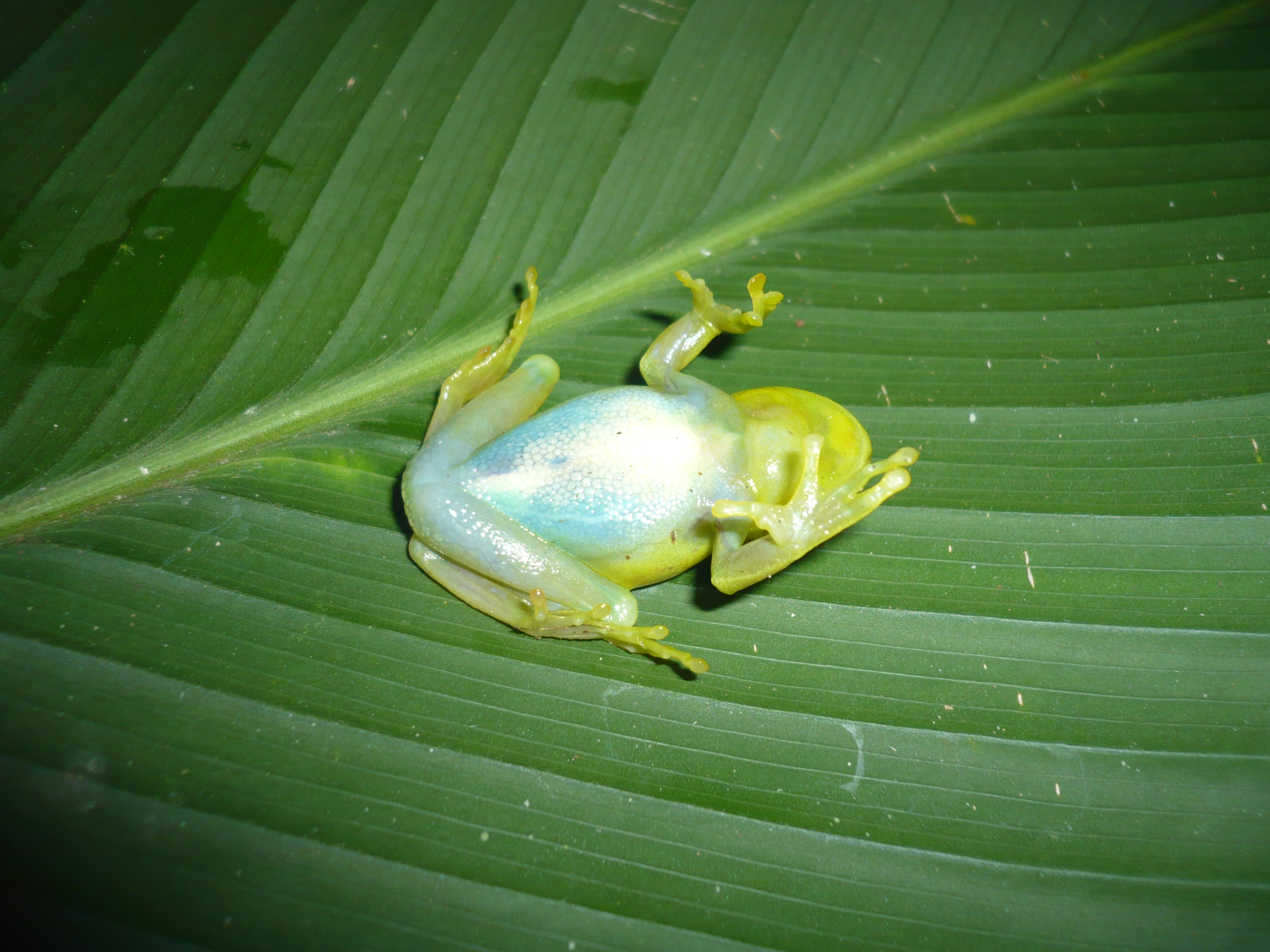
Vista ventral de um indíviduo.

Os machos medem em média 3,5 centímetros de comprimento, enquanto as fêmeas medem 3,7 centímetros. Seu dorso é verde, com diversas manchas amarelas ou vermelhas distribuídas por ele e uma linha amarelada na sua lateral. A cor do seu ventre varia entre o branco e o verde-azulado. Durante a noite, a parte superior do seu corpo se torna avermelhada e suas manchas amareladas e o restante adquire uma coloração verde-pálida. Possui membrana interdigital, porém esta compreende apenas até a metade dos dedos. Sua íris varia entre o cinza e o marrom-avermelhado, possuindo uma pequena linha preta contornando-a. Ao redor do seu olho, há uma faixa branca, que se assemelha a um anel, e suas pálpebras são marcadas por uma linha vermelha e amarela. Os machos podem ser diferenciados das fêmeas pela presença de um prepollex, pequena protuberância situada na lateral do polegar, mais saliente quando visto dorsalmente. Seu focinho é arredondado quando visto dorsal e frontalmente e possui membrana timpânica visível. A pele do seu dorso é fina e lisa, enquanto a do seu ventre é granulada.
Seu padrão de coloração permite que seja diferenciada de qualquer outra espécie de perereca de sua localização, já que é a única que possui o dorso verde com pequenas manchas amarelas ou vermelhas. Porém, mesmo assim, ela pode ser confundida com outras espécies. A que mais se assemelha é a Boana cinerascens, mas que pode ser discernida pela ausência das linhas vermelhas na lateral, pela pele do dorso que é granulada e pela membrana interdigital do polegar, que compreende metade dos dedos, o que na B. punctata está presente apenas na base. As espécies do gênero Sphaenorhynchus também podem ser diferenciadas por ter uma membrana mais desenvolvida, além de um focinho mais afunilado. Já as da família Centrolenidae podem ser particularizadas pelo fato de o disco adesivo ser truncado, que nessa espécie é arredondado. E as do gênero Phyllomedusa podem ser singularizadas pela pupila vertical e pela ausência de membrana interdigital.

## Relações alimentares

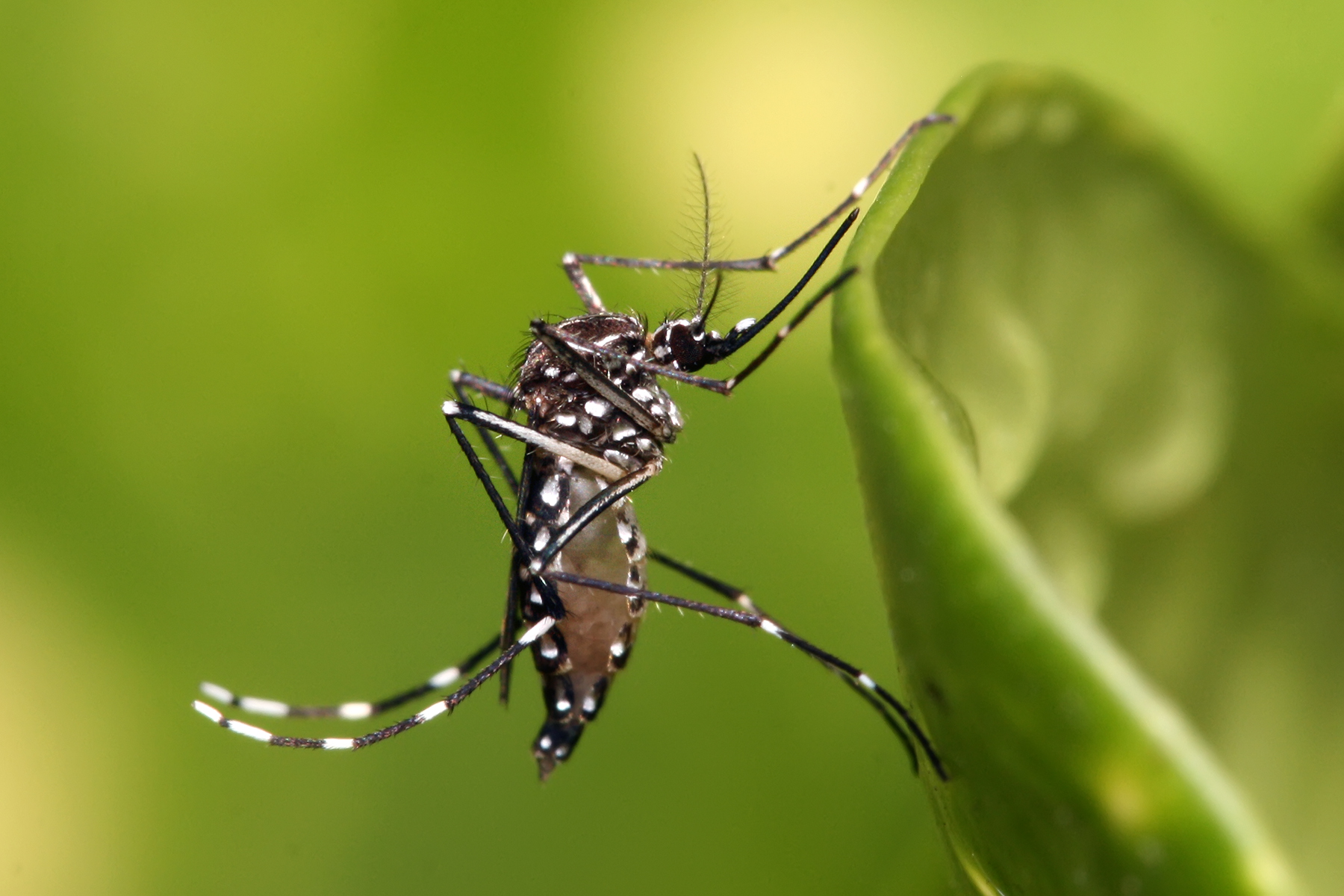
Os dípteros estão entre suas principais presas.

Assim como a maior parte dos anfíbios, possui uma dieta generalista e basicamente carnívora. Ademais, possui um modo de predação passivo, esperando alguma presa se aproximar para depois capturá-la, não fazendo uma seleção específica prévia. Alimenta-se basicamente de insetos, dos quais os dípteros e hemípteros são os mais ingeridos. Além desses, os homópteros, os coleópteros e os ligeídeos também são bastante consumidos pela espécie. Em seu habitat é comum a presença de colêmbolos, porém estes não costumam fazer parte de sua dieta. Alimenta-se também de sementes de plantas, que já foram encontradas nos intestinos de diversos indivíduos, entretanto sua presença costuma ser associada a ingestão acidental, apesar de haver algumas hipóteses de que elas sirvam para ajudar a combater parasitas e facilitar a digestão do exoesqueleto de artrópodes.
Quando está na fase larval, pode possuir diversos potenciais predadores, como peixes, caracóis (tais como o Pomacea canaliculata), ninfas de libélulas e baratas-d'água. Tais animais ajudam na seleção natural da espécie, eliminando os indivíduos mais fracos e mantendo os mais resistentes, e faz com que os pais variem o local de postura. Quando se torna adulto, sua pele passa a secretar peptídeos, como a fenilseptina (Phes), que é composta principalmente pelos dois enantiômeros da fenilalanina (L- e D-) e é produzida pelo gene HQ012497, que, além de estar presente no ADN dessa espécie, pode ser encontrado de forma primitiva da Glandirana rugosa, Rana temporaria, Rana esculenta e Litoria aurea. Tal substância faz com que os indivíduos adquiram um gosto desagradável e amargo, servindo como uma proteção contra predadores, que evitam ingeri-los. Além disso, possui caráter antimicrobiano, causando uma redução considerável da atividade bacteriana, principalmente quando usado o enantiômero L-Phes.
Pode sofrer com diversos parasitas, sendo os principais os nematódeos da família Cosmocercidae, com a espécie Cosmocerca brasiliense se hospedando no intestino grosso e a Aplectana hylambatis se alojando no reto.

## Reprodução

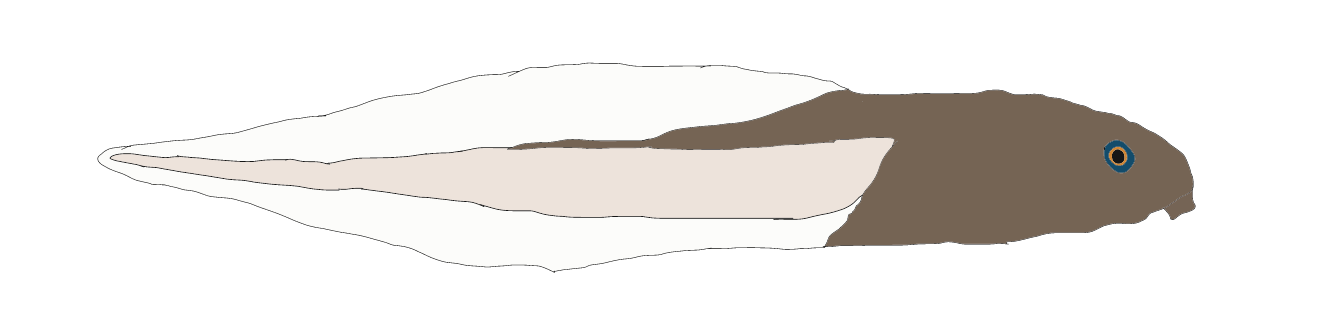
Uma ilustração de um girino.

Sua reprodução é prolongada, ou seja, os participantes chegam de maneira assincrônica e não decorre de uma só vez , ocorrendo depois de fortes chuvas, geralmente associadas a inundações, entre janeiro e maio. Nesse período, os machos sobem na vegetação aquática emergente de grandes corpos d'água, como rios e lagoas, e começam a vocalizar de modo a chamar a atenção das fêmeas. Durante o coaxar, é possível que haja o duelo entre dois machos, caso um invada o território alheio, onde os dois ficam posicionados um de frente para o outro, podendo colocar as patas dianteiras sobre as costas do oponente. Após a preparação, eles tentam lesionar o adversário ao golpeá-lo com seu prepollex, e quem ganhar a disputa, fica com o espaço. Caso não haja nenhum intruso, as fêmeas começam a observar a vocalização dos machos, de forma a selecioná-los para uma futura cópula, e, caso se interesse por algum, ela salta em direção a ele de forma a ficar numa posição mais elevada, onde permanece de cinco a vinte minutos ouvindo-o. Após esse período, ela pode deixá-lo e procurar outro macho ou descer e demonstrar sua aprovação. Caso a segunda opção seja a escolhida, ela se aproxima e eles realizam o amplexo, após o que a fêmea deposita entre 173 e 342 ovos, que são divididos em cordões gelatinosos com sete a quinze ovos cada um, que aderem à vegetação de entorno, onde permanecem flutuando sob a superfície da água. Possuem de 1,4 a 1,7 milímetro de diâmetro, tendo o polo animal preto e o polo vegetativo transparente. De acordo com a lista de modos reprodutivos de anuros desenvolvida por Célio Haddad e Cynthia Prado, a espécie utiliza o Modo 1, que consiste na postura dos ovos em água lêntica e com os girinos sendo exotróficos (que se alimenta na água).
Os girinos medem em média 50,1 milímetros, dos quais 14,7 milímetros são compreendidos pelo seu corpo desconsiderando a cauda, e possuem a coloração variando entre o marrom e o verde-oliva, com diversas pintas claras distribuídas pela pele. Seu corpo parece achatado quando visto lateralmente e oval quando visto dorsalmente e seu focinho é arredondado e levemente cônico. Seu disco oral, estrutura semelhante à boca, localiza-se na parte anteroventral do corpo, havendo pequenas dobras laterais e com o lábio inferior ligeiramente mais saliente. Seus olhos são voltados para a lateral e suas narinas são anterodorsais, podendo ter formal oval ou reniforme, havendo um opérculo triangular protegendo-as. A abertura do espiráculo é direcionada à parte posterodorsal esquerda, sendo a abertura menor que o tubo. Sua fórmula da fileira de dentes labiais (FFDL) pode ser tanto a 2(1,2)/3(1), quanto a 2(2)/3. São categorizados como bentos.

### Vocalização
Possui sete tipos de vocalização que podem ser emitidos pelos machos: o canto de anúncio breve e longo e as vocalizações de demarcação de território, de cortejo, de briga, de derrota, de agressividade e a variada. Ambos os cantos de anúncio são usados em situações normais, com o objetivo de chamar a atenção das fêmeas, sendo compostos por notas pulsionadas, com frequência entre 264 e 392 hertz. As principais diferenças são que o breve possui uma duração menor, de 170 a 520 milissegundos, enquanto o longo dura entre 863 a 2 180 milissegundos, e pela quantidade de notas presentes, que são de três a oito no breve e de doze a 33 no longo. O modo mais comum é o primeiro, que pode ser ouvido desde às 20:00 horas até às 5:00 horas no horário local, sendo o segundo usado quando há mais de um macho vocalizando na mesma área, porém pode ocorrer de ele coaxar assim mesmo estando sozinho.
A vocalização de demarcação de território consiste em uma série de três ou quatro notas não pulsionadas, com duração entre 184 e 450 milissegundos, podendo ser composta por até cinco harmônicas. Sua frequência varia entre os 1 201 hertz e 1 524 hertz. É realizada quando um macho se aproxima de outro durante a vocalização, alertando sobre a posse do território, entretanto também pode ocorrer durante o amplexo com uma fêmea.
A vocalização de cortejo é composta por apenas uma nota não pulsionada, tendo curta duração, de 49 a 67 milissegundos. A frequência inicial é positivamente modulada até completar um terço do coaxar, passando a ser não modulada, e no último terço se torna negativa, com a frequência dominante entre 1 380 e 1 850 hertz. Ela é usada quando alguma fêmea aprova seu canto de anúncio e se aproxima; ao percebê-la, ele muda para esse tipo de vocalização.
A vocalização de agressividade é composta por uma única nota em dois ou três pulsos comprimidos, com duração entre 42 e 55 milissegundos e frequência entre 930 e 1 860 hertz. O primeiro e o segundo (caso haja três) pulsos são positivamente modulados e o último é negativo, com isso se tornando mais evidente na terceira harmônica. Ocorre quando um macho intruso se aproxima demais do local onde um outro macho vocalizava, numa distância menor que cinquenta centímetros, fazendo com que ele tome uma postura mais agressiva, o que pode durar entre cinco e vinte minutos.
Já as vocalizações de briga e de derrota são compostas por uma única nota, com a primeira sendo pulsionada de duas a três vezes, durando entre 58 e 70 milissegundos e com frequência entre 1 130 e 1 187 hertz e com a segunda sendo não pulsionada, com duração de 38 e 48 milissegundos e frequência entre 1 240 e 1 380 hertz. As duas são usadas no caso de um combate físico entre dois machos, porém a segunda só é usada caso um deles já saiba que perdeu a briga, alertando o outro sobre sua desistência e interrompendo o conflito.

## Biofluorescência

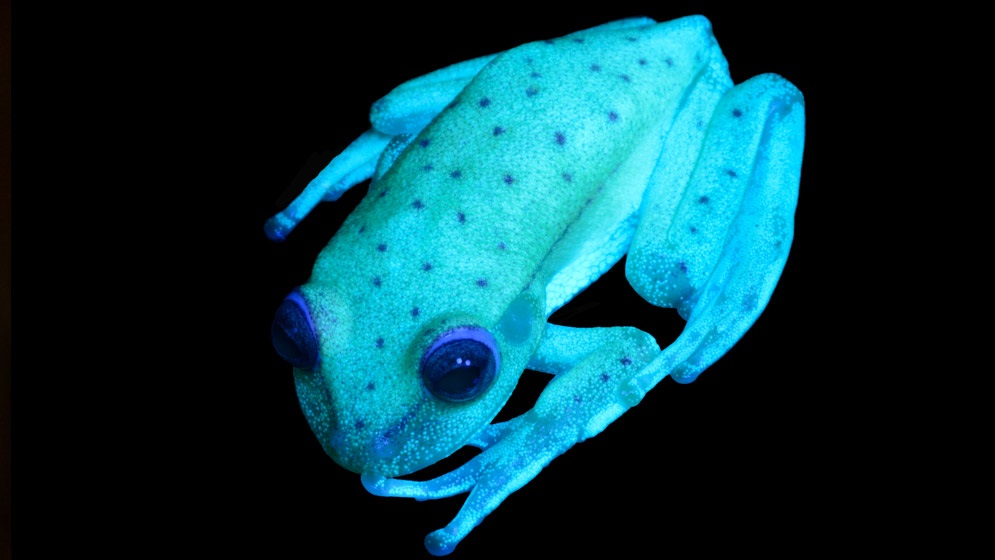
Um indivíduo fluorescente após receber luz ultravioleta.

Uma das características que diferem esta espécie de quase todas as outras de anfíbios é sua capacidade de se tornar fluorescente, absorvendo radiação eletromagnética de maior frequência e emitindo em frequências mais baixas, particularidade incomum em tetrápodes, sendo visto apenas em algumas espécies de papagaios, de tartarugas marinhas e camaleões. Tal fenômeno ocorre quando um indivíduo recebe radiação ultravioleta tipo A, com comprimento de onda entre 390 e 430 nanômetros; ao passar pela sua pele, a maior parte do corpo emite como luz azul, com comprimento entre 450 e 470 nanômetros, e seu ombro como luz verde, com comprimento entre 505 e 515 nanômetros, e a união dessas duas cores lhe dá uma coloração ciano. Tal emissão ocorre devido à presença de três moléculas fluorescentes, a Hyloin-L1 (C22H31NO4), a Hyloin-L2 (C22H29NO4) e a Hyloin-G1 (C27H44N5O3), na linfa, que está presente no sistema linfático, nos músculos e na pele, e no tecido conjuntivo subjacente da musculatura dorsal, que possui cristais de guanina. Porém, devido à baixa taxa de transmissão de radiação ultravioleta pela pele, algo em torno dos 10%, essas estruturas contribuem apenas com 1% da fluorescência, sendo o restante realizado pela pele. A Hyloin-L1 é a principal molécula que participa desse processo, sendo responsável pela emissão da cor azul e possuindo como estrutura química principal a isoquinolina.
A luz que emerge do anfíbio é composta pela luz fluorescente e pela luz que foi refletida pela pele. Cálculos mostraram que a contribuição da luz fluorescente no total emergente é de 26,4 a 32,8% durante o crepúsculo, enquanto que durante uma noite de lua cheia variou de 15,9 a 21,1%. Fatores que podem influenciar nesse resultado são o rendimento quântico de cada indivíduo e a quantidade de fótons que são emitidos pela sua pele, além do espectro de radiação presente no ambiente, que devem abranger o comprimento de onda necessário para excitar os fluoróforos presentes em seu corpo. Ainda não se tem certeza sobre qual seria a serventia da fluorescência, porém supõe-se que ela sirva para auxiliar a sua visão, convertendo a radiação ultravioleta, que é pouco visível pela espécie, em uma onda de comprimento maior, que fica dentro do espectro de visão escotópica dela, entre 435 e 503 nanômetros, o que ajudaria a enxergar o ambiente ao seu redor. Além dessa, apenas a Boana atlantica, Brachycephalus pitanga e a B. ephippium são conhecidas por apresentarem biofluorescência, porém apenas a primeira produz as mesmas moléculas. Algumas das característica que ambas possuem em comum é a alta concentração de biliverdina em seus tecidos, a pele transparente e o peritônio branco, porém não se sabe se elas tem alguma relação com o fenômeno. Existe a probabilidade de haver outros anfíbios com essa capacidade, e como algumas das espécies das famílias Arthroleptidae, Centrolenidae, Hemiphractidae, Hylidae, Hyperoliidae e Mantellidae também apresentam tais características, elas são fortes candidatas.